# Giải vô địch bóng đá nữ U-20 Bắc, Trung Mỹ và Caribe 2008
Giải vô địch bóng đá nữ U-20 Bắc, Trung Mỹ và Caribe 2008 diễn ra tại México từ 17 tháng 6 tới 28 tháng 6 năm 2008. Ba đội tuyển đứng đầu đại diện cho khu vực Bắc, Trung Mỹ và Caribe tham dự Giải vô địch bóng đá nữ U-20 thế giới 2008.

## Vòng một
Hai đội đầu mỗi bảng lọt vào vòng đấu loại trực tiếp.

### Bảng A
| Đội                | Đ | Tr | T | H | B | BT | BB | HS  |
| ------------------ | - | -- | - | - | - | -- | -- | --- |
| Hoa Kỳ             | 9 | 3  | 3 | 0 | 0 | 16 | 0  | 16  |
| México             | 6 | 3  | 2 | 0 | 1 | 10 | 3  | 7   |
| Trinidad và Tobago | 3 | 3  | 1 | 0 | 2 | 6  | 8  | -2  |
| Cuba               | 0 | 3  | 0 | 0 | 3 | 1  | 22 | -21 |

| Trinidad và Tobago | 0 - 4    | Hoa Kỳ                            |
| ------------------ | -------- | --------------------------------- |
|                    | Chi tiết | Enyeart 8', 29', 75' · O'Hara 31' |

| México                                                                           | 7 - 0    | Cuba |
| -------------------------------------------------------------------------------- | -------- | ---- |
| Corral 8', 32', 52' · Mondragon 10' (ph.đ.) · Mayor 17' · Godoy 65', 85' (ph.đ.) | Chi tiết |      |

| Hoa Kỳ                                                                                                  | 9 - 0    | Cuba |
| --- | -------- | ---- |
| Morgan 2' · Fuentes 32' (l.n.) · Washington 42' · O'Hara 46', 54', 80' · Enyeart 60', 67' · Edwards 72' | Chi tiết |      |

| México                     | 3 - 0    | Trinidad và Tobago |
| -------------------------- | -------- | ------------------ |
| Garcia 3', 66' Mercado 62' | Chi tiết |                    |

| Cuba         | 1 - 6    | Trinidad và Tobago                                    |
| ------------ | -------- | ----------------------------------------------------- |
| Gallardo 66' | Chi tiết | Cordner 9', 19' Noel 37' Mascall 56', 76' Warrick 78' |

| México | 0 - 3    | Hoa Kỳ                               |
| ------ | -------- | ------------------------------------ |
|        | Chi tiết | O'Hara 8' Enyeart 68' Washington 88' |

### Bảng B
| Đội        | Đ | Tr | T | H | B | BT | BB | HS |
| ---------- | - | -- | - | - | - | -- | -- | -- |
| Canada     | 9 | 3  | 3 | 0 | 0 | 9  | 1  | 8  |
| Costa Rica | 6 | 3  | 2 | 0 | 1 | 6  | 7  | -1 |
| Jamaica    | 3 | 3  | 1 | 0 | 2 | 8  | 6  | 2  |
| Nicaragua  | 0 | 3  | 0 | 0 | 3 | 2  | 11 | -9 |

| Nicaragua | 0 – 2 | Canada                   |
| --------- | ----- | ------------------------ |
|           |       | Lam-Feist 9' · Adams 89' |

| Costa Rica                                 | 3 – 1 | Jamaica    |
| ------------------------------------------ | ----- | ---------- |
| Rodríguez 33' · Alvarado 53' · Venegas 76' |       | Duncan 11' |

| Canada                           | 3 – 1 | Jamaica    |
| -------------------------------- | ----- | ---------- |
| Lam-Feist 13' · Stewart 42', 77' |       | Duncan 27' |

| Costa Rica                              | 3 – 2 | Nicaragua               |
| --------------------------------------- | ----- | ----------------------- |
| Granados 5' · Gonzalez 60' · Acosta 68' |       | Acevedo 34' · Pérez 53' |

| Jamaica                                   | 6 – 0 | Nicaragua |
| ----------------------------------------- | ----- | --------- |
| Parker 3', 61' · Duncan 7', 45', 72', 76' |       |           |

| Canada                          | 4 – 0 | Costa Rica |
| ------------------------------- | ----- | ---------- |
| Filigno 12' (34) · Schacher 87' |       |            |

## Vòng đấu loại trực tiếp

### Bán kết
| Hoa Kỳ                                                 | 4 - 0 | Costa Rica |
| ------------------------------------------------------ | ----- | ---------- |
| Klingenberg 4' · Wells 15' · O'Hara 20' · McDonald 44' |       |            |

| Canada                     | 2 - 1 | México     |
| -------------------------- | ----- | ---------- |
| Robinson 46' · Filigno 77' |       | 66' Corral |

### Tranh hạng ba
| Costa Rica        | 2 - 2 (s.h.p.) | México |
| ----------------- | -------------- | ------ |
|                   |                |        |
| Loạt sút luân lưu |                |        |
|                   | 2 - 3          |        |

### Chung kết
| Canada        | 1 - 0 | Hoa Kỳ |
| ------------- | ----- | ------ |
| Schacher 45+' |       |        |